# Bronwyn Carlton
Pour les articles homonymes, voir Carlton.
Bronwyn Carlton, ou Bronwyn Taggart (née en 1952) est une éditrice et scénariste de bande dessinée américaine qui travaille pour DC Comics depuis 1981. Elle y a notamment dirigé avec Andy Helfer la filiale Paradox Press de 1993 à 2001. Elle est également animatrice radio chez WFMU depuis 1988.

## Récompense
- 1996 : Prix Eisner de la meilleure anthologie pour The Big Book Of (en) Conspiracies ; de la meilleure éditrice pour The Big Book of Weirdos, The Big Book of Conspiracies, Brooklyn Dreams, Stuck Rubber Baby[réf. souhaitée]